# Victorio Codovilla
Victorio Codovilla  (8 de febrero de 1894, Ottobiano, Reino de Italia - 15 de abril de 1970, Moscú, Unión Soviética) fue un dirigente político comunista italiano nacionalizado argentino que llegó a ser el dirigente más importante del comunismo argentino y sudamericano.
Apodado “El Gordo”, algunos de los seudónimos utilizados a lo largo de su vida fueron Luis Medina, Blanchet, Colombo, Banquero, Luis Pérez Carpiz, Tomás y Víctor Medineuse.

## Biografía

### Primeros años
Nacido en un hogar de clase media, era el menor de los siete hijos de Venancio Codovilla y Juana Ferrandi. Su padre había sido jornalero agrícola y luego había instalado una pequeña taberna. Victorio cursó estudios secundarios en una escuela comercial de Mortara y allí conoce a Egisto Cagnoni, un dirigente socialista por cuyo intermedio se afilia a la juventud socialista italiana. Cuando debe dejar sus estudios por razones económicas ingresa a trabajar en 1910 a la compañía de telégrafos y al año siguiente ingresa en el Partido Socialista Italiano (PSI), en el que se alinea en la corriente internacionalista.

### Llegada a Argentina
El 12 de diciembre de 1912 llegó a Buenos Aires enviado por el PSI, y se integra a la Juventud Socialista Argentina, castellaniza su nombre original “Vittorio” tornándolo “Victorio”, pero pronto abandona los grupos socialistas moderados y se une a los socialistas partidarios de la joven Unión Soviética, que devendrían después en el Partido Comunista Argentino, donde asciende rápidamente a cargos directivos. Se ocupó, junto con la ortodoxia comunista, de “limpiar y purgar” el naciente PCA de líneas internas diferentes a la de la Comintern y de construir una herramienta fiel al servicio de Stalin.
En 1924 Codovilla obtiene la ciudadanía argentina. En el VII Congreso del Partido Comunista Argentino es designado Secretario, en cuyo carácter participa en las reuniones del Comité Central de la Comintern en Moscú. Codovilla, alineado al stalinismo junto a Browder, se encarga de transmitirles confidencialmente a algunos de los principales dirigentes del PCM -entre otros Campa y el propio Laborde- instrucciones según las cuales éstos debían preparar al partido para el asesinato de Trotsky".Buscó el control del partido donde plantea como objetivo la  “homogeneidad ideológica”; los elementos considerados “izquierdistas” fueron expulsados antes de la celebración del VII° Congreso, reunido los días 26 a 28 de diciembre de 1925.
El 8 de julio de 1927 fue elegido miembro de los secretariados Latinoamericano y Británico-Americano del Congreso Extraordinario de la Internacional Comunista, noviembre de 1929 rinde en el CC ampliado del PC argentino el informe por el CE, donde se presentaba al gobierno radical de Hipólito Yrigoyen como “reaccionario” y “fascistizante”. En 1929 sería enviado por la Comintern para organizar el "Primer Congreso" de partidos comunistas de América Latina: la Conferencia Comunista Latinoamericana 1929 desarrollada en Montevideo (Uruguay). En esta reunión Codovilla consigue preservar la "unidad en la acción" de los partidos asistentes pero también cuida que éstos no se "aparten" de la doctrina establecida por el Partido Comunista de la Unión Soviética y expresada en los Congresos de la Internacional Comunista, destacando la firme oposición de Codovilla (y por ende del Buró Político de la Comintern) a los planteamientos del peruano José Carlos Mariátegui, que serían rechazados por la URSS como "heterodoxos"

### Viaje a España
Luego de la proclamación de la Segunda República Española en abril de 1931, Codovilla viaja a Madrid y en agosto de 1932 participa del desplazamiento de la dirección del Partido Comunista de España (PCE) encabezada por José Bullejos y su reemplazo por la orientada por José Díaz Ramos, Jesús Hernández Tomás y Dolores Ibárruri, instando al PCE a  alejarse de otras fuerzas de izquierda partidarias de la República y preparar soviets para detener por las armas una "contrarrevolución" inminente. Cuando Codovilla fue arrestado por la policía española junto a otros miembros del partido no fue identificado –usaba el seudónimo de Luis Medina- y fue puesto en libertad al poco tiempo. 
Codovilla permaneció en suelo español como enlace de la Comintern con el PCE, posición que mantenía al estallar la guerra civil española en julio de 1936. Originalmente encargado de coordinar las actividades de política interna del PCE con la Comintern, la lealtad de Codovilla fue muy apreciada por Stalin pero aun así fue desplazado gradualmente por el comunista húngaro Erno Gerö y el italiano Palmiro Togliatti, juzgados por Stalin como más eficaces que Codovilla para trabajar bajo las tensiones propias de la guerra, en especial en la represión política contra trotskistas y anarquistas, siendo llamado Codovilla a trabajar en Moscú desde septiembre de 1937.
Así, la acción personalista de Codovilla —alias «Luis Medina» (L)— antagonizó también con la visión del recién llegado Togliatti —alias «Ercoli» (E) o «Alfredo»—; que, disgustado, llegó a enviar el siguiente informe a Moscú: «Creo que hemos cometido un serio error dejando al Partido Comunista español en la situación actual bajo la vigilancia de L.». La visión de Togliatti terminó por triunfar y Codovilla, virtualmente expulsado del país en noviembre de 1937, se estableció en París.

### Retorno a Argentina
Tras varios años en la URSS, a comienzos de 1941 Codovilla retornó clandestinamente a Argentina junto con su esposa y se pone a la cabeza de los órganos directivos del Partido Comunista Argentino desplazando a la conducción encabezada por Luis Víctor Sommi. En febrero de 1943 se reúne con directivos de la Unión Cívica Radical. Tras ello fue detenido por la policía junto a los dirigentes comunistas Juan José Real y Rodolfo Ghioldi que lo acompañaban y permanece preso primero en la cárcel de Río Gallegos y luego en la de La Pampa. De allí sale expulsado a Chile. Luego retorna a la Argentina, es detenido y luego liberado el 15 de octubre de 1945.
En el XI Congreso partidario realizado entre el 14 y el 18 de agosto de 1946 Codovilla y Ghioldi proclamaron públicamente una “autocrítica” pero fueron ratificados en la conducción y mantuvieron una férrea oposición al peronismo. En abril de 1949 fundó la revista partidaria Nueva era, de la que fue director hasta 1962. Desde allí se opuso al acercamiento que llevaba a cabo Juan José Real desde la conducción del PCA y volvió precipitadamente al país obteniendo que Real fuese destituido del Comité Central el 7 de febrero de 1953.
En 1957 asistió a la reunión de los partidos comunistas y obreros llevada a cabo en Moscú en el marco del 40° aniversario de la Revolución rusa y al regresar impulsó el apoyo de su partido a la candidatura presidencial de Arturo Frondizi. Su liderazgo fue cuestionado tras la Revolución Húngara de 1956. La postura de Codovilla causó enormes conflictos en el seno de la izquierda al avalar tácitamente la represiòn de la Policía de Seguridad del Estado (Államvédelmi Hatóság o ÁVH, la policía política húngara) que provocó una masacre cuando abrió fuego contra los manifestantes.
En 1964 asiste en La Habana a la Conferencia de los partidos comunistas latinoamericanos y reafirmó, en la línea de los políticas de Nikita Jrushchov el carácter específico de las "vías revolucionarias según cada país", lo que significó no considerar a la Revolución cubana un modelo absoluto a seguir por los demás países de la región.
Ya enfermo, partió a Moscú, donde recibió en 1969 la Orden de la Revolución de Octubre y allí murió el 15 de abril de 1970 luego de una larga internación, fue enterrado en el cementerio Novodévichie.

## Honores
- La escuela secundaria moscovita n.º 65 lleva su nombre desde 1965.[5]
- Orden de la Revolución de Octubre (1969), entregada por la Unión Soviética[6]
- Una plaza en Moscú lleva su nombre desde 1970.[7]

## Obras
- Jorge Dimitrov. Un fiel discípulo y continuador de la obra inmortal de Lenin y Stalin
- ¿Hacia dónde marcha el mundo? (1948)
- ¿Resistirá la Argentina al Imperialismo Yanqui? (1948)
- Nuestro Camino desemboca en la Victoria (1954)
- El Camino Argentino hacia la Democracia, la Independencia Nacional y el Socialismo (1956)
- Lo nuevo en la situación internacional y nacional (1961)
- La Posición de los Marxistas Leninistas frente a los cismáticos trotskisantes del Partido Comunista Chino (1963)
- Cartas y Escritos para la Juventud (1964)
- Lo nuevo en la situación nacional después de las elecciones (1965)
- Luchemos unidos para abatir la dictadura y por un gobierno verdaderamente democrático y popular (1967)
- Trabajos Escogidos (varios tomos, 1972)